# Netball-Weltmeisterschaft 1967
Die Netball-Weltmeisterschaft 1967 war die zweite Austragung der Weltmeisterschaft im Netball. Die Weltmeisterschaft wurde im australischen Perth im Matthews Netball Centre auf einem Außenfeld ausgetragen. Aus dem Turnier ging Neuseeland, nachdem es alle Spiele gewinnen konnte, als Sieger hervor.

## Teilnehmer
- Australien
- England
- Jamaika
- Trinidad und Tobago
- Neuseeland
- Schottland
- Südafrika
- Singapur

## Format
Jede Mannschaft spielte in einem Rundenturnier jeweils gegen jede andere Mannschaft ein Mal. Für einen Sieg gab es zwei Punkte, für ein Unentschieden einen Punkt.

## Ergebnisse

### Tabelle
| Rang | Land                | Gew. | Unent. | Verl. | Punkte |
| ---- | ------------------- | ---- | ------ | ----- | ------ |
| 1    | Neuseeland          | 7    | 0      | 0     | 14     |
| 2    | Australien          | 6    | 0      | 1     | 12     |
| 3    | Südafrika           | 5    | 0      | 2     | 10     |
| 4    | England             | 4    | 0      | 3     | 8      |
| 5    | Trinidad und Tobago | 3    | 0      | 4     | 6      |
| 6    | Jamaika             | 2    | 0      | 5     | 4      |
| 7    | Schottland          | 1    | 0      | 6     | 2      |
| 8    | Singapur            | 0    | 0      | 7     | 0      |

### Runde 1
| 14. August | Perth | Australien 60 | – | Schottland 13 |
|            |       |               |   |               |

| 14. August | Perth | Neuseeland 41 | – | Südafrika 39 |
|            |       |               |   |              |

| 15. August | Perth | England 37 | – | Singapur 2 |
|            |       |            |   |            |

| 15. August | Perth | Trinidad und Tobago 30 | – | Jamaika 23 |
|            |       |                        |   |            |

### Runde 2
| 17. August | Perth | Australien 35 | – | Südafrika 29 |
|            |       |               |   |              |

| 17. August | Perth | Neuseeland 76 | – | Schottland 14 |
|            |       |               |   |               |

| 18. August | Perth | England 32 | – | Trinidad und Tobago 29 |
|            |       |            |   |                        |

| 18. August | Perth | Jamaika 53 | – | Singapur 8 |
|            |       |            |   |            |

### Runde 3
| 19. August | Perth | Australien 40 | – | Jamaika 33 |
|            |       |               |   |            |

| 19. August | Perth | Neuseeland 50 | – | England 24 |
|            |       |               |   |            |

| 19. August | Perth | Schottland 40 | – | Singapur 26 |
|            |       |               |   |             |

| 19. August | Perth | Südafrika 35 | – | Trinidad und Tobago 32 |
|            |       |              |   |                        |

### Runde 4
| 22. August | Perth | Neuseeland 51 | – | Jamaika 20 |
|            |       |               |   |            |

| 22. August | Perth | Trinidad und Tobago 73 | – | Singapur 9 |
|            |       |                        |   |            |

| 22. August | Perth | Australien 31 | – | England 22 |
|            |       |               |   |            |

| 22. August | Perth | Südafrika 50 | – | Schottland 17 |
|            |       |              |   |               |

### Runde 5
| 23. August | Perth | England 57 | – | Schottland 13 |
|            |       |            |   |               |

| 23. August | Perth | Südafrika 26 | – | Jamaika 19 |
|            |       |              |   |            |

| 23. August | Perth | Australien 54 | – | Singapur 17 |
|            |       |               |   |             |

| 23. August | Perth | Neuseeland 53 | – | Trinidad und Tobago 28 |
|            |       |               |   |                        |

### Runde 6
| 25. August | Perth | Australien 33 | – | Trinidad und Tobago 22 |
|            |       |               |   |                        |

| 25. August | Perth | Südafrika 30 | – | England 29 |
|            |       |              |   |            |

| 25. August | Perth | Neuseeland 76 | – | Singapur 5 |
|            |       |               |   |            |

| 25. August | Perth | Jamaika 59 | – | Schottland 23 |
|            |       |            |   |               |

### Runde 7
| 26. August | Perth | England 48 | – | Jamaika 26 |
|            |       |            |   |            |

| 26. August | Perth | Südafrika 68 | – | Singapur 10 |
|            |       |              |   |             |

| 26. August | Perth | Trinidad und Tobago 48 | – | Schottland 23 |
|            |       |                        |   |               |

| 26. August | Perth | Neuseeland 40 | – | Australien 34 |
|            |       |               |   |               |

Mit diesem Sieg konnte Neuseeland sich erstmals die Weltmeisterschaft sichern.